# Michael Anthony Arthur

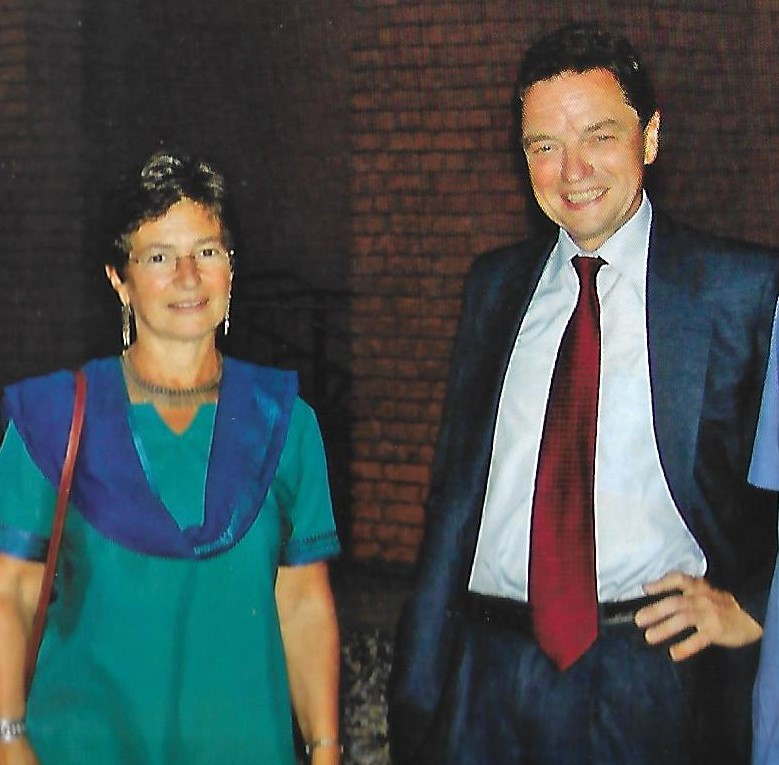
Michael Anthony Arthur (2020)

Sir Michael Anthony Arthur KCMG (* 28. August 1950) ist ein ehemaliger britischer Diplomat und seit 2019 Vorstandsmitglied der Firma Boeing.

## Leben
Arthur besuchte die private Rugby School in der Grafschaft Warwickshire. Er studierte Politik und Wirtschaftswissenschaften am Balliol College der University of Oxford und wurde 1972 in den diplomatischen Dienst aufgenommen. Zunächst arbeitete er in der britischen Vertretung bei den UN in Genf. In den Jahren 1984 bis 1988 arbeitete er als Erster Politischer Sekretär an der britischen Botschaft in Bonn. Später arbeitete er in den Botschaften in Paris und Washington, D.C. 2001 bis 2003 war Arthur im Außenministerium Generaldirektor der Abteilungen Europa und Wirtschaft. 2004 wurde er zum Knight Commander des Order of St Michael and St George ernannt. Es folgte ein Einsatz als britischer Hochkommissar in Neu-Delhi. Von 2007 bis 2010 war Arthur der britische Botschafter in Berlin.
Arthur zog sich im Oktober 2010 aus dem Diplomatischen Dienst ihrer Majestät (englisch Her Majesty’s Diplomatic Service HMDS) zurück. Sein Nachfolger in Berlin wurde Simon McDonald, ehemaliger britischen Botschafter in Israel. Seit April 2019 sitzt Arthur als Präsident der Boeing International im Vorstand des Unternehmens. Zuvor war er Präsident von Boeing Europe und Geschäftsführer von Boeing Großbritannien und Irland. Er war im September 2014 in das Unternehmen eingetreten, um Boeing zunächst in Großbritannien und Irland zu leiten. Im März 2016 übernahm er zusätzlich die Leitung des Bereichs Europa.
Des Weiteren ist er Vorsitzender der deutsch-britischen Königswinterkonferenzen der Deutsch-Britischen-Gesellschaft. Zum Austritt Großbritanniens aus der EU (Brexit) äußerte er sich in einem Interview am 25. Juni 2016 im Handelsblatt. Er ist Präsident der AHK Vereinigtes Königreich (englisch German-British Chamber of Industry & Commerce).
Arthur ist verheiratet und hat vier Kinder, zwei Söhne und zwei Töchter.

## Diplomatische Stationen
- 1972: Mitarbeiter im Foreign and Commonwealth Office (FCO) und später Mitarbeiter der englisch United Kingdom Mission to the United Nations UKMis in New York (Ständiger Vertreter des Vereinigten Königreichs bei den Vereinten Nationen)
- 1973: FCO und UKMis in Genf, als Referent für Verhandlungen und zusätzliche Protokolle zu den Genfer Konventionen
- 1974–1976: Zweiter Sekretär, englisch Permanent Representatives of the United Kingdom to the European Union UKRep in Brüssel
- 1976–1978: Zweiter Sekretär in Kinshasa
- 1979–1981: FCO, EUDI Desk Officer für Fischerei
- 1981–1984: Privatsekretär der Lord Privy Seal Ian Gilmour, Humphrey Atkins und der Staatsministerin Janet Young
- 1984–1988: Erster politischer Sekretär in Bonn (englisch First Secretary Political)
- 1988–1993: FCO, Leiter der Abteilung der Europäischen Union (intern)
- 1993–1997: Politischer Berater in der Botschaft in Paris
- 1997–1999: FCO, Inspektor für Finanzen
- 1999–2001: Stellvertretender Missionsleiter in Washington (englisch Deputy Head of Mission DHM)
- 2001–2003: FCO, Generaldirektor für Europa und Wirtschaft
- 2003–2007: Missionsleiter in New Delhi, Indien